# العلاقات البولندية الدومينيكانية
العلاقات البولندية الدومينيكانية هي العلاقات الثنائية التي تجمع بين بولندا وجمهورية الدومينيكان.

## مقارنة بين البلدين
هذه مقارنة عامة ومرجعية للدولتين:
| وجه المقارنة                                              | بولندا                                                                             | جمهورية الدومينيكان |
| --------------------------------------------------------- | ---------------------------------------------------------------------------------- | ------------------- |
| المساحة (كم2)                                             | 312.68 ألف                                                                         | 48.67 ألف           |
| عدد السكان (نسمة)                                         | 38.43 مليون                                                                        | 10.40 مليون         |
| الكثافة السكانية (ن./كم²)                                 | 122.91                                                                             | 213.68              |
| العاصمة                                                   | وارسو                                                                              | سانتو دومينغو       |
| اللغة الرسمية                                             | اللغة البولندية                                                                    | اللغة الإسبانية     |
| العملة                                                    | زلوتي بولندي                                                                       | بيزو دومنيكاني      |
| الناتج المحلي الإجمالي (بليون دولار)                      | 524.51 مليار                                                                       | 75.93 مليار         |
| الناتج المحلي الإجمالي (تعادل القوة الشرائية) بليون دولار | 1.02 تريليون                                                                       | 149.89 مليار        |
| الناتج المحلي الإجمالي الاسمي للفرد دولار أمريكي          | 12.55 ألف                                                                          | 6.47 ألف            |
| الناتج المحلي الإجمالي للفرد دولار أمريكي                 | 26.14 ألف                                                                          | 13.26 ألف           |
| مؤشر التنمية البشرية                                      | 0.843                                                                              | 0.715               |
| رمز المكالمات الدولي                                      | +48                                                                                | +1809، +1829، +1849 |
| رمز الإنترنت                                              | .pl                                                                                | .do                 |
| المنطقة الزمنية                                           | توقيت وسط أوروبا، ت ع م+01:00، ت ع م+02:00، أوروبا/وارسو ‏، توقيت وسط أوروبا الصيفي | 00                  |

## منظمات دولية مشتركة
يشترك البلدان في عضوية مجموعة من المنظمات الدولية، منها:
| علم المنظمة | اسم المنظمة                        | تاريخ انضمام بولندا | تاريخ انضمام جمهورية الدومينيكان |
| ----------- | ---------------------------------- | ------------------- | -------------------------------- |
|             | المنظمة الهيدروغرافية الدولية      | ?                   | ?                                |
|             | الاتحاد البريدي العالمي            | 1 مايو 1919         | ?                                |
|             | يونسكو                             | 6 نوفمبر 1946       | 4 نوفمبر 1946                    |
|             | البنك الدولي للإنشاء والتعمير      | 27 يونيو 1986       | 18 سبتمبر 1961                   |
|             | منظمة التجارة العالمية             | 1 يوليو 1995        | ?                                |
|             | وكالة ضمان الاستثمار متعدد الأطراف | 29 يونيو 1990       | 7 مارس 1997                      |
|             | منظمة الشرطة الجنائية الدولية      | ?                   | ?                                |
|             | مؤسسة التمويل الدولية              | 29 ديسمبر 1987      | 31 أكتوبر 1961                   |
|             | الأمم المتحدة                      | 24 أكتوبر 1945      | 24 أكتوبر 1945                   |
|             | مؤسسة التنمية الدولية              | 28 أكتوبر 1960      | 16 نوفمبر 1962                   |
|             | منظمة حظر الأسلحة الكيميائية       | ?                   | ?                                |

## وصلات خارجية
- موقع وزارة الخارجية البولندية